# Pokémon-filmek listája
Ez a Pokémon (ポケットモンスター, Poketto Monsutā, Pocket Monsters) animációs rajzfilmsorozat filmek listája.

## Pokémon Filmek

### Pokémon (1. sorozat)
| # | Japán cím | Bemutató         | Angol cím                                      | Bemutató           | Magyar cím                               | Bemutató          |
| - | --- | ---------------- | ---------------------------------------------- | ------------------ | ---------------------------------------- | ----------------- |
| 1 | 劇場版ポケットモンスター ミュウツーの逆襲 (Gekijōban Poketto Monsutā: Myūtsū no Gyakushū)                                                | 1998. július 18. | Pokémon: The First Movie – Mewtwo Strikes Back | 1999. november 10. | Pokémon: Az első film – Mewtwo visszavág | 2000. november 9. |
| 2 | 劇場版ポケットモンスター 幻のポケモン ルギア爆誕 (Gekijōban Poketto Monsutā Maboroshi no Pokemon Rugia Bakutan)                          | 1999. július 17. | Pokémon: The Movie 2000 – The Power of One     | 2000. július 21.   | Pokémon 2000 – Bízz az erőben!           |                   |
| 3 | 劇場版ポケットモンスター 結晶塔の帝王 ENTEI (Gekijōban Poketto Monsutā Kesshōtō no Teiō ENTEI)                                           | 2000. július 8.  | Pokémon 3: The Movie – Spell of the Unown      | 2001. Április 6.   | Pokémon 3. – Az öntudatlan betűi         |                   |
| 4 | 劇場版ポケットモンスター セレビィ 時を越えた遭遇（であい） (Gekijōban Poketto Monsutā Serebyi Toki o Koeta Deai)                         | 2001. július 7.  | Pokémon 4Ever: Celebi – Voice of the Forest    | 2002. Október 11.  | Pokémon 4. – Az időkapu                  |                   |
| 5 | 劇場版ポケットモンスター 水の都の護神 ラティアスとラティオス (Gekijōban Poketto Monsutā Mizu no Miyako no Mamorigami Ratiasu to Ratiosu) | 2002. július 13. | Pokémon Heroes: Latios and Latias              | 2003. Május 16.    | Pokémon 5. – Új hős születik             |                   |

### Pokémon: Haladó Nemzedék (2. sorozat)
| # | Japán cím | Bemutató         | Angol cím                                | Bemutató            | Magyar cím                                          | Bemutató |
| - | --- | ---------------- | ---------------------------------------- | ------------------- | --------------------------------------------------- | -------- |
| 6 | 劇場版ポケットモンスターアドバンスジェネレーション 七夜の願い星 ジラーチ (Gekijōban Poketto Monsutā Adobansu Jenerēshon Nanayo no Negaiboshi Jirāchi)                         | 2003. július 19. | Pokémon: Jirachi—Wish Maker              | 2004. Június 1.     | Pokémon 6. – Kívánj valamit!                        |          |
| 7 | 劇場版ポケットモンスター アドバンスジェネレーション 裂空の訪問者 デオキシス (Gekijōban Poketto Monsutā Adobansu Jenerēshon Rekkū no Hōmonsha Deokishisu)                      | 2004. július 17. | Pokémon: Destiny Deoxys                  | 2005. Január 22.    | Pokémon 7. – A végzetes Deoxys                      |          |
| 8 | 劇場版ポケットモンスターアドバンスジェネレーション ミュウと波導の勇者 ルカリオ (Gekijōban Poketto Monsutā Adobansu Jenerēshon Myū to Hadō no Yūsha Rukario)                   | 2005. július 16. | Pokémon: Lucario and the Mystery of Mew  | 2006. Szeptember 19 | Pokémon 8. - Lucario, és Mew rejtélye               |          |
| 9 | 劇場版ポケットモンスターアドバンスジェネレーション ポケモンレンジャーと蒼海の王子 マナフィ (Gekijōban Poketto Monsutā Adobansu Jenerēshon Pokemon Renjā to Umi no Ōji Manafi) | 2006. július 15. | Pokémon Ranger and the Temple of the Sea | 2007. Március 23    | Pokémon 9: Pokemon Ranger and the Temple of the Sea |          |

### Pokémon: Gyémánt és Igazgyöngy (3. sorozat)
| #  | Japán cím | Bemutató         | Angol cím                             | Bemutató           | Magyar cím                               | Bemutató |
| -- | --- | ---------------- | ------------------------------------- | ------------------ | ---------------------------------------- | -------- |
| 10 | 劇場版ポケットモンスター ダイヤモンド&パール ディアルガVSパルキアVSダークライ (Gekijōban Poketto Monsutā Daiyamondo Pāru Diaruga tai Parukia tai Dākurai)            | 2007. július 14. | Pokémon: The Rise of Darkrai          | 2008. Február 24.  | Pokémon 10. - Darkrai felemelkedése      |          |
| 11 | 劇場版ポケットモンスター ダイヤモンド&パール ギラティナと氷空（そら）の花束 シェイミ (Gekijōban Poketto Monsutā Daiyamondo Pāru Giratina to Sora no Hanataba Sheimi) | 2008. július 19. | Pokémon: Giratina and the Sky Warrior | 2009. február 13.  | Pokémon 11. – Giratina és az égi harcos  |          |
| 12 | 劇場版ポケットモンスター ダイヤモンド&パール アルセウス 超克の時空へ (Gekijōban Poketto Monsutā Daiyamondo ando Pāru: Aruseusu Chōkoku no Jikū e)                    | 2009. július 18. | Pokémon: Arceus and the Jewel of Life | 2009. November 20. | Pokémon 12: Arceus and the Jewel of Life |          |
| 13 | 劇場版ポケットモンスター ダイヤモンド＆パール 幻影の覇者 ゾロアーク (Gekijōban Poketto Monsutā Daiyamondo ando Pāru: Gen'ei no Hasha: Zoroāku)                       | 2010. Július 10. | Pokémon: Zoroark: Master of Illusions | 2011 Február 5.    | Pokémon 13: Zoroark Master of Illusions  |          |

### Pokémon: Best Wishes! (4. sorozat)
| #  | Japán cím | Bemutató         | Angol cím                                                                                | Bemutató                            | Magyar cím                                                     | Bemutató |
| -- | --- | ---------------- | ---------------------------------------------------------------------------------------- | ----------------------------------- | -------------------------------------------------------------- | -------- |
| 14 | 劇場版ポケットモンスター ベストウイッシュ ビクティニと黒き英雄 ゼクロム (Gekijōban Poketto Monsutā Besuto Uisshu Bikutini to Kuroki Eiyū Zekuromu)劇場版ポケットモンスター ベストウイッシュ ビクティニと白き英雄 レシラム (Gekijōban Poketto Monsutā Besuto Uisshu Bikutini to Shiroki Eiyū Reshiramu) | 2011. Július 16. | Pokémon the Movie: White—Victini and ZekromPokémon the Movie: Black—Victini and Reshiram | 2011. December 3.2011. December 10. | Pokémon 14: Victini and ZekromPokémon 14: Victini and Reshiram |          |
| 15 | 劇場版ポケットモンスター ベストウイッシュ キュレムVS聖剣士 ケルディオ (Gekijōban Poketto Monsutā Besuto Uisshu Kyuremu tai Seikenshi Kerudio) | 2012. Július 14. | Pokémon the Movie: Kyurem vs. the Sword of Justice                                       | 2012. December 8.                   | Pokémon 15: Kyurem vs. the Sword of Justice                    |          |
| 16 | 劇場版ポケットモンスター ベストウイッシュ 神速のゲノセクト ミュウツー覚醒 (Gekijōban Poketto Monsutā Besuto Uisshu! Shinsoku no Genosekuto: Myūtsū Kakusei) | 2013. Július 13. | Pokémon the Movie: Genesect and the Legend Awakened                                      | 2013. Október 19.                   | Pokémon 16: Genesect and the Legend Awakened                   |          |

### Pokémon: XY (5. sorozat)
| #  | Japán cím | Bemutató         | Angol cím                                                | Bemutató           | Magyar cím                                      | Bemutató |
| -- | --- | ---------------- | -------------------------------------------------------- | ------------------ | ----------------------------------------------- | -------- |
| 17 | ポケモン・ザ・ムービーXY 「破壊の繭とディアンシー」 (Pokemon Za Mūbī Ekkusu Wai Hakai no Mayu to Dianshī)                         | 2014. Július 19. | Pokémon the Movie: Diancie and the Cocoon of Destruction | 2014. November 8.  | Pokémon 17: Diancie & the Cocoon of Destruction |          |
| 18 | ポケモン・ザ・ムービーXY 光輪の超魔神 フーパ (Pokemon Za Mūbī Ekkusu Wai Ringu no chōmajin Fūpa)                                  | 2015. Július 18. | Pokémon the Movie: Hoopa and the Clash of Ages           | 2015. December 19. | Pokémon 18: Hoopa and the Clash of Ages         |          |
| 19 | ポケモン・ザ・ムービーXY&Z ボルケニオンと機巧のマギアナ (Pokemon Za Mūbī Ekkusu Wai ando Zetto Borukenion to Karakuri no Magiana) | 2016. Július 16. | Pokémon the Movie: Volcanion and the Mechanical Marvel   | 2016. December 5.  | Pokémon 19: Volcanion and the Mechanical Marvel |          |

### Reboot
| #  | Japán cím | Bemutató         | Angol cím                                         | Bemutató           | Magyar cím                | Bemutató |
| -- | --- | ---------------- | ------------------------------------------------- | ------------------ | ------------------------- | -------- |
| 20 | 劇場版 ポケットモンスター キミにきめた！ (Gekijō-ban Poketto Monsutā Kimi ni kimeta!)                         | 2017. Július 15. | Pokémon the Movie: I Choose You!                  | 2017. November 5.  | Pokémon 20: I Choose You! |          |
| 21 | 劇場版 ポケットモンスター みんなの物語 (Gekijō-ban Poketto Monsutā Minna no Monogatari)                       | 2018. Július 13. | Pokémon the Movie: The Power of Us                | 2018. November 24. |                           |          |
| 22 | 劇場版ポケットモンスター ミュウツーの逆襲 EVOLUTION (Gekijō-ban Poketto Monsutā Myūtsū no Gyakushū EVOLUTION) | 2019. Július 12. | Pokémon the Movie: Mewtwo Strikes Back: Evolution |                    |                           |          |